# Guido Cappellini
Pour les articles homonymes, voir Cappellini.
Guido Cappellini (né le 7 septembre 1959) est un pilote motonautique italien.

## Biographie
Cappellini ne commence pas sa carrière en sports mécaniques dans un bateau, mais sur quatre roues, en karting. En 1981, il gagne le championnat italien en 135 cm3 et répète l'exploit en 1982 en plus de remporter le championnat européen. 
En 1982, Cappellini se voit offrir une opportunité d'essayer une Formule 3 Dallara-Toyota et décroche la pole position dès sa première course, démontrant son fort potentiel. 
Cependant en 1983 il se réoriente vers les compétitions bateau et prend part au Centomiglia del Lario (it). Il prend la victoire dans la classe S850 et triomphe également dans la catégorie Côtière F3 aux Six Heures de Paris en 1983. Il terminera également cinquième au général dans le championnat du monde côtier Formule 3 en 1985.
Il offre son bateau de course au prince de Monaco Albert II.

## Palmarès

### Championnats du monde de F1
- 2009 –  Vainqueur
- 2008 –  Vice-champion
- 2007 –  Vice-champion
- 2006 –  Vice-champion
- 2005 –  Vainqueur
- 2003 –  Vainqueur
- 2002 –  Vainqueur
- 2001 –  Vainqueur
- 2000 –  3e
- 1999 –  Vainqueur
- 1998 –  Vice-champion
- 1997 –  3e
- 1996 –  Vainqueur
- 1995 –  Vainqueur
- 1994 –  Vainqueur
- 1993 –  Vainqueur